# Брюханов, Дмитрий Михайлович
Дмитрий Михайлович Брюханов (1924—1989) — советский передовик сельского хозяйства. Герой Социалистического Труда (1951).

## Биография
Родился 8 ноября 1924 года в селе Ачаир, Омского района Омской области в крестьянской семье.
В 1931 переехал с родителями в посёлок племенного завода «Омский». В 1940 году окончил семь классов и начал работать.
В октябре 1941 года добровольцем ушёл на фронт Великой Отечественной войны. В 1943 году в составе лыжного батальона участвовал в прорыве блокады Ленинграда, был ранен, после излечения в госпитале вновь направлен в действующую армию.
С 1945 года после демобилизации, вернулся в село Ачаир, работал — бригадиром в животноводстве и учётчиком в полеводстве.
В 1949 году возглавил звено по кормопроизводству и вступил в ВКП(б). Без отрыва от производства закончил агрономическое отделение Омского сельскохозяйственного техникума. После окончания техникума был назначен агрономом, затем — управляющим отделением. Уже в первый год возглавляемое им отделение вышло по урожайности на одно из первых мест в Омской области.
В 1950 году на полях совхоза был получен высокий урожай зерновых. На участке бригады Д. М. Брюханова на площади в 531 гектар был получен урожай зерновых культур в целом — 23,26 центнера с гектара.
12 ноября 1951 года Указом Президиума Верховного Совета СССР «за получение в 1950 году высоких урожаев пшеницы, ржи и зерновых культур» Дмитрий Михайлович Брюханов был удостоен звания Героя Социалистического Труда с вручением Ордена Ленина и золотой медали «Серп и Молот».
В 1973 году переехал в город Омск. До ухода на пенсию работал — мастером цеха на моторостроительном производственном объединении имени П. И. Баранова.
Жил в городе Омск.
Умер 22 марта 1989 года. Похоронен на Ново-Южном кладбище Омска.

## Награды
- Медаль «Серп и Молот» (12.11.1951)
- Орден Ленина (12.11.1951)
- Орден Отечественной войны 2-й степени
- Орден Красной Звезды
- Медаль «За победу над Германией в Великой Отечественной войне 1941—1945 гг.»